# Ferdinand Čatloš
Ferdinand Čatloš (1895-1972) est un dirigeant politique et militaire slovaque.

## Biographie
Durant sa courte carrière dans l'administration slovaque (1939-1945), il exerce les fonctions de ministre de la défense slovaque. Il fut également le chef de l'armée slovaque durant l'invasion slovaque de la Pologne en 1939 puis pendant l'invasion de L'URSS par les forces de l'Axe. En 1944, il fut l'un des principaux chefs du soulèvement slovaque contre l'Allemagne nazie et le régime slovaque mais il fut arrêté. Après la Seconde Guerre mondiale, il fut brièvement emprisonné puis libéré en 1948. Il passa le reste de sa vie en tant que fonctionnaire dans la Tchécoslovaquie communiste.